# GnuCash
GnuCash er et open source regnskabsprogram, der implementerer det dobbelte bogholderi. Det var oprindeligt til formål at udvikle kompetencer svarende til andre små private regnskabsprogrammer, men GnuCash har også funktioner til små virksomheders regnskaber. Den seneste udvikling har været fokuseret på at tilpasse sig moderne pc-systemers database krav.
GnuCash er en del af GNU-projektet, og kører på Linux, OpenBSD, FreeBSD, Solaris, Mac OS X, og andre Unix-lignende platforme. En Microsoft Windows (2000 eller nyere) port blev gjort tilgængelig fra og med 2.2.0-serien.

## Historie
Programmeringen af GnuCash begyndte i 1997, og dens første stabile udgivelse var i 1998. Regnskabsfunktioner for mindre virksomheder blev påbegyndt i 2001. Et Mac installeringprogram blev tilgængeligt i 2004. Windows-porten blev udgivet i 2007.

## Egenskaber
- Dobbelt bogholderi
- Planlagte Transaktioner
- Realkredit-og tilbagebetalings assistent
- Funktioner til mindre virksomheder
- Transaktions-Import
- SQL Support
- Håndtering af Multivalutatransaktioner
- Lager/investerings Porteføljer
- Indbyggede og brugerdefinerede rapporter og diagrammer
- Budget
- Bank og Credit Card afstemning

### Funktioner til mindre virksomheder
- Fakturering
- Debitorbogholderi
- Kreditorbogholderi, herunder påmindelser om forfaldne regninger
- Afskrivninger
- Tidsplaner til kortlægning af indkomstskat
- Opsætning af skattetabeller og moms på fakturaer

## Manglende Features
- Lageropgørelse
- Løn Modul
- Point of Sale modul
- Kan ikke slette en rapport via programmets brugerflade
- Kan ikke oprette et estimat